# 제임스 스페이더
제임스 스페이더(James Spader, 1960년 2월 7일 ~ )는 미국의 배우이다. 드라마 섹스 거짓말 그리고 비디오테이프(1989), 영화 스타게이트 (1994), 크래쉬 (1996), 세크리터리 (2002) 에 출연했다. 한국에서 유명한 작품으로는 영화 어벤져스: 에이지 오브 울트론 (2015)에서 울트론역으로 연기했고, 드라마 블랙리스트 (2013)에서 레이먼드 레딩턴역을 연기했다.

## 어린시절
메사추세츠주, 보스턴에서 세 남매 중 막내로 태어났다. 어머니 진 및 아버지 스토더드 그린우드 스페이더는 둘 다 교사였다. 어린 시절 사립학교에 재학했는데 어머니가 예술 과목을 맡았던 파이크 학교와 아버지가 일했던 브룩스 학교에 다녔다. 나중에는 제임스 스페이더가 미국 전 대통령의 아들인 존 F. 케네디 주니어와 친구가 된 필립스 아카데미에 재학했다. 필립스 아카데미를 다니던 도중 17세에 학교를 자퇴하고 연기자 생활을 시작하려고 뉴욕으로 거처를 옮겼다. 배우로서 자리잡기 전에 바텐더, 요가강사, 트럭 운전사 등 많은 아르바이트를 했다.

## 배우 경력
제임스 스페이더의 영화 데뷔작은 '끝없는 사랑' (1981)이다. 그 후 영화는 '터프' (1985), 스타로 떠오르게 된 영화는 '핑크빛 연인' (1986)이다. 이 영화에서는 오만한 부잣집 플레이보이 '스테프'를 연기했다. 그 후 '마네킨' (1987)에서 공동 주연을 맡았고, 그 후 '회색도시' (1987)에서 '립'이라는 이름의 마약 딜러를 연기했다. 그 후 '베이비 붐' (1987), '월스트리트' (1987)에 출연했다. 그리고 1989년 '섹스 거짓말 그리고 비디오테이프'에서 '그레이엄' 역을 맡아 제 42회 칸 영화제에서 남우주연상을 수상했다.
1990년대 초, 로맨스 드라마 '하얀궁전' (1990)에서는 젊고 풍족한 미망인으로 '수전 서랜던'의 상대역으로 출연했고, 느와르 드라마 '뱃 인플루언스' (1990)에서는 여피족, '야망의 제물' (1991)에서는 주인공의 절친으로 등장했다. 'The Music of Chance' (1993)에서는 전문 포커 도박꾼을 연기했다.
1994년에는 공상과학 영화인 '스타게이트'에서 이집트학자인 '대니얼 잭슨'을 연기했다. 1996년에는 '크래쉬'에서 자동차 충돌에 흥분을 느끼는 '제임스 밸러드' 역을, '48시간의 킬링게임'에서는 '리 우즈'라는 암살자 역을 맡았다. 1997년에는 '사인필드'에서 회복중인 알코올 중독자역을 맡았다. '조지'가 그를 비웃었다는 이유로 화내며 사과하기를 거부하는 역할을 위해 게스트로 출연했다.
2000년, '왓쳐'에서는 연쇄살인마를 쫏는 마약 중독 형사를 연기했다. 2002년에는 '세크리터리'에서 사디스틱한 상사역을 맡았다. 2004년부터 2008년에는 '더 프랙티스' (2002)에서 맡았던 '알란 쇼어' 역을 중심으로 한 스핀오프인 '보스턴 리걸'의 주연을 맡았다. 그는 2004년에는 '더 프랙티스', 2005년과 2007년에는 보스턴 리걸에서의 '알란 쇼어' 역할로 세차례 에미상을 수상했다. 또한 2006년 '보스턴 리걸'로 새틀라이트상을 수상했다.
2006년 10월 디스커버리채널다큐멘터리 시리즈 '디스커버리 아틀라스'의 첫번째 에피소드인 'China Revealed'의 내레이션을 맡았다. 또한 아큐라광고의 내레이션을 수차례 녹음했다.
2009년 브로드웨이에 있는 에텔 베리모어 극장에서 데이비드 매밋이 각본, 연출을 맡은 '레이스'에 출연했다. 이 극은 2009년 12월 6일부터 2010년 8월 21일까지 297차례 공연되었다.
2011년 3월 셀던 터너가 각본, 감독을 맡은 '바이 버츄 폴'에 출연요청을 받았고, 2011년 6월에 선행 제작되었다.
그 후 2011년 6월 27일 '로버트 캘리포니아'로서 '오피스' 시즌7의 마지막 에피소드에 출연하고, 그 후 시즌8까지 등장했다. 2013년 9월 23일부터 NBC를 통해 드라마 '블랙리스트'에서 주역인 '레이먼드 레딩턴'을 연기했으며 또한 제작도 맡고있다. 2013년부터 방영해 현재는 시즌 7이 방영 중이다.
2015년에는 '어벤져스 : 에이지 오브 울트론'에서 '울트론'을 연기했다.

### 출연 영화
| 년도 | 원제                     | 한국 제목                       | 역할                 |
| ---- | ------------------------ | ------------------------------- | -------------------- |
| 1978 | Team-Mates               |                                 | Jimmy                |
| 1981 | Endless Love             | 끝없는 사랑                     | Keith Butterfield    |
| 1985 | Tuff Turf                | 터프                            | Morgan Hiller        |
| 1985 | The New Kids             | 더 뉴 키즈                      | Eddie "Dutra" Dutra  |
| 1986 | Pretty in Pink           | 핑크빛 연인                     | 스테프               |
| 1987 | Mannequin                | 마네킨                          | Richards             |
| 1987 | Baby Boom                | 베이비 붐                       | Ken Arrenberg        |
| 1987 | Less Than Zero           | 회색도시                        | 립                   |
| 1987 | Wall Street              | 월스트리트                      | Roger Barnes         |
| 1988 | Greasy Lake              |                                 | Digby                |
| 1988 | Jack's Back              | 킬러 잭                         | John / Rick Westford |
| 1989 | Sex, Lies, and Videotape | 섹스 거짓말 그리고 비디오테이프 | 그레이엄 달튼        |
| 1989 | The Rachel Papers        | 레이첼 페이퍼스                 | Deforest             |
| 1990 | Bad Influence            | 뱃 인플루언스                   | Michael Boll         |
| 1990 | White Palace             | 하얀궁전                        | Max Baron            |
| 1991 | True Colors              | 야망의 제물                     | Tim Gerrity          |
| 1992 | Storyville               | 스토리빌                        | Cray Fowler          |
| 1992 | Bob Roberts              | 밥 로버츠                       | Chuck Marlin         |
| 1993 | The Music of Chance      |                                 | Jack Pozzi           |
| 1993 | Dream Lover              | 드림 러버                       | Ray Reardon          |
| 1994 | Wolf                     | 울프                            | Stewart Swinton      |
| 1994 | Stargate                 | 스타게이트                      | 대니얼 잭슨 박사     |
| 1996 | Crash                    | 크래쉬                          | James Ballard        |
| 1996 | 2 Days in the Valley     | 48시간의 킬링게임               | 리 우즈              |
| 1996 | Keys to Tulsa            | 키즈 투 툴사                    | Ronnie Stover        |
| 1997 | Driftwood                | 드리프트우드                    | The Man              |
| 1997 | Critical Care            | 크리티컬 케어                   | Dr. Werner Ernst     |
| 1998 | Curtain Call             | 커튼 콜                         | Stevenson Lowe       |
| 2000 | Supernova                | 수퍼노바                        | Nick Vanzant         |
| 2000 | The Watcher              | 왓쳐                            | Joel Campbell        |
| 2000 | Slow Burn                |                                 | Marcus               |
| 2001 | Speaking of Sex          | 스피킹 오브 섹스                | Dr. Roger Klink      |
| 2002 | Secretary                | 세크리터리                      | E. Edward Grey       |
| 2002 | The Stickup              | 스틱업                          | John Parker          |
| 2003 | I Witness                |                                 | Douglas Draper       |
| 2003 | Alien Hunter             | 에일리언 헌터                   | Julian Rome          |
| 2004 | Shadow of Fear           |                                 | William Ashbury      |
| 2009 | Shorts                   | 쇼츠                            | Mr. Black            |
| 2012 | Lincoln                  | 링컨                            | William N. Bilbo     |
| 2014 | The Homesman             | 더 홈즈맨                       | Aloysius Duffy       |
| 2015 | Avengers: Age of Ultron  | 어벤져스: 에이지 오브 울트론    | 울트론 (목소리)      |

### 방송 출연작
| 년도         | 원제                         | 한국제목            | 역할                 |
| ------------ | ---------------------------- | ------------------- | -------------------- |
| 1983         | Diner                        |                     | Fenwick              |
| 1983         | The Family Tree              |                     | Jake Nichols         |
| 1983         | Cocaine: One Man's Seduction |                     | Buddy Gant           |
| 1983         | A Killer in the Family       |                     | Donny Tison          |
| 1984         | Family Secrets               |                     | Lowell Everall       |
| 1985         | Starcrossed                  |                     | Joey Callaghan       |
| 1994         | Frasier                      | 프레이저            | Steven (voice)       |
| 1997         | Seinfeld                     | 샤인필드            | Jason "Stanky" Hanky |
| 2003         | The Pentagon Papers          |                     | Daniel Ellsberg      |
| 2003–2004    | The Practice                 | 더 프랙티스         | 알란 쇼어            |
| 2004–2008    | Boston Legal                 | 보스턴 리걸         | 알란 쇼어            |
| 2006         | Discovery Atlas              | 디스커버리 아틀라스 | 내레이션             |
| 2011–2012    | The Office                   | 오피스              | 로버트 캘리포니아    |
| 2013–present | The Blacklist                | 블랙리스트          | 레이먼드 레딩턴      |